# Bazens
Bazens è un comune francese di 541 abitanti situato nel dipartimento del Lot e Garonna nella regione della Nuova Aquitania.

## Monumenti e luoghi di interesse
- Castello di Bazens

## Società

### Evoluzione demografica
Abitanti censiti

## Amministrazione

### Gemellaggi
- Castelnuovo Scrivia, dal 1963.[2]
Accomunati dal novelliere Matteo Maria Bandello. Il Bandello è nato a Castelnuovo Scrivia ed ha trascorso gli ultimi anni della sua vita a Port Sainte Marie (anch'esso gemellato con il Comune di Castelnuovo Scrivia), spegnendosi nel castello di Bazens nel 1561. L'atto di gemellaggio è stato firmato il 15 settembre 1963 a Port Sainte Marie dal sindaco Prof. Vital, dal sindaco castelnovese Rag. Lelio Sottotetti e dal sindaco di Bazens Bufferon. In quell'occasione si ricorda la presenza dell'arciprete Saphy, del medico dott. Serbat, di sua figlia Melle e del sig. Henri Gros, cultore del Bandello e geloso difensore dei resti del castello di Bazens. Nel 1984, dopo che per qualche anno si era affievolito l'entusiasmo, si sono ripresi i contatti fra i tre paesi grazie al contributo dell'allora sindaco di Castelnuovo Maestro Osvaldo Mussio. Nel maggio del 2013 una delegazione dei due comuni d'oltralpe, a capo dei loro sindaci, ha soggiornato a Castelnuovo Scrivia in occasione del 50º Anniversario del gemellaggio. Discorsi toccanti e scambi di doni sono stati al centro del consiglio comunale in seduta straordinaria dell'11 maggio 2013 tenutosi a Palazzo Centurione (sede del Comune di Castelnuovo Scrivia).